# Depeche Mode
Depeche Mode és un grup anglès de New wave, Pop, Rock alternatiu i música electrònica, format l'any 1980 a Basildon, Essex, Anglaterra.
Als seus inicis, van formar part de l'escena musical futurista originada a Gran Bretanya cap a la fi dels anys 1970 i principi dels 80, fortament influïda per grups com Kraftwerk. Són considerats com un dels grups pioners a portar al públic en general elements electrònics destacables barrejats a la seva música Pop Rock; també destaquen els seus vídeoclips (molts d'ells realitzats per Anton Corbijn) i els seus concerts en directe. Actualment, segueixen sent un grup d'un gran èxit comercial i de públic.
Considerats des dels seus inicis com a grup de Synthpop, no van trigar gaire a afegir nous elements musicals a aquesta etiqueta i a endurir el seu so, sovint incorporant-hi elements de Rock, com ara les guitarres i les bateries, sobretot en directe; mentrestant, les seves lletres es van sofisticar progressivament i van passar a tractar temes més obscurs.
Dintre de la seva discografia destaquen Songs of Faith and Devotion (1993) i Violator (1990). D'altres treballs també són molt valorats per una gran part dels seus incondicionals, com els discos Ultra (1997) i Music for the Masses (1987).
Fins al 2006, està estimat que Depeche Mode ha venut més de 72 milions de discos a tot el món i ha tingut 44 cançons al Top 40 de les llistes de senzills del Regne Unit. De fet, malgrat (fins a la data) no haver aconseguit encara cap número 1, es tracta del grup amb més entrades al Top 40 britànic.
Durant la seva llarga trajectòria, ha influït molts artistes de diferents gèneres musicals −des del Rock fins al Synthpop o la música dance, grups com Linkin Park, els Pet Shop Boys o els creadors del house i el techno de Detroit han reconegut la seva influència−, en part a causa del seu esperit de renovació amb cada nou disc i al seu ús innovador dels samplers. Tot i que tenen molta influència en la música electrònica actual, generalment se'ls classifica dins del gènere alternatiu.
Depeche Mode van aparèixer el 1980 com a quartet format per Dave Gahan, Martin Gore, Andrew Fletcher i Vince Clarke, tots ells arrelats a Essex i, en el cas dels tres últims membres, fins i tot companys d'escola. Clarke va deixar el grup el 1981, després de l'edició del seu primer àlbum, Speak & Spell. El seu substitut, Alan Wilder, va formar-ne part des del 1982 fins a l'any 1995, després de l'àlbum Songs of Faith and Devotion i la seva corresponent gira promocional. Des de llavors han continuat la seva carrera com a trio.
A l'octubre de 2017 fou nomenat un dels candidats a entrar al Rock and Roll Hall of Fame pel 2018.

## Història

### 1977−1980: Formació
Els orígens de Depeche Mode es troben al grup "Composition of Sound", format per Vince Clarke (sintetitzadors, programacions i veu principal), Martin Gore (sintetitzadors) i Andrew Fletcher (baix). Però abans de la formació d'aquesta banda, tots tres havien estat membres de diverses bandes paral·leles: Clarke i Fletcher, ja l'any 1977, van crear el seu propi grup, anomenat "No Romance in China", fortament influït per The Cure; Gore també va participar en diverses bandes abans de co-fundar "Composition of Sound" —per exemple, amb el seu amic Philip Burdett (actualment, cantant de folk), el duet "Norman and the Worms", on tots dos hi tocaven la guitarra, i el grup "The French Look", amb Clarke, Rob Marlowe i Paul Redmond. Gore i Fletcher havien anat junts a l'escola (la Nicholas Comprehensive School); a més, Clarke i Fletcher eren visitants ocasionals de la sala de concerts Van Gogh, on Gore havia actuat durant la seva època a "Norman and The Worms".
Després dels dos primers concerts de "Composition of Sound", Clarke decidí que volia concentrar-se a tocar els teclats i que, per tant, el grup necessitava un nou vocalista. L'escollit fou David Gahan, que va unir-se als seus nous companys el 1980 després que Vince Clarke el sentís interpretant la cançó "Heroes" de David Bowie. Un cop convertits en quartet, i sota la influència de bandes com Orchestral Manoeuvres in the Dark (OMD), The Human League, Daniel Miller i Fad Gadget, Fletcher canvià el seu baix per un sintetitzador i, així, el so de la banda passà a ser totalment electrònic. Després d'haver estat acceptat al grup, Gahan va suggerir de canviar-ne el nom, i proposà com a alternativa el nom d'una revista de moda francesa: Dépêche Mode. Sovint s'ha traduït erròniament aquest nom a l'anglès com a "Fast Fashion"; en català es podria traduir correctament com "Noticiari de Moda". El primer concert com a Depeche Mode el realitzaren en l'escola "James Hornsby School" de Basildon l'any 1980, on Gore i Fletcher havien estudiat.

### 1981−1985: Primers treballs

#### Speak & Spell
Ja constituïts com a quartet i amb el nou nom, començaren a actuar de manera habitual a clubs com la "Bridge House Tavern" al Canning Town de la ciutat de Londres o el "Croc's Glamour", a Rayleigh, on Depeche Mode van conèixer un carismàtic personatge de l'escena electrònica del moment: Stevo, l'amo de la discogràfica Some Bizarre, que els demanà un tema per a una recopilació que estava preparant amb una representació de grups de pop electrònic i de música industrial, el ja mític "Some Bizarre Album"; la cançó escollida fou «Photographic». Van gravar la seva primera demo i van visitar en diverses empreses discogràfiques per entregar el cassette personalment, tot i que sense èxit, ja que a la majoria de llocs els van convidar a marxar automàticament.
En un dels concerts en el qual feien de teloners de Fad Gadget van conèixer Daniel Miller, músic electrònic i fundador de Mute Records, que s'interessà pel seu treball tot i que la primera impressió que tingué en veure'ls no fou gaire positiva. Els oferí un contracte verbal al cinquanta per cent de guanys i despeses per poder llançar el primer senzill titulat «"Dreaming of Me"» al febrer de 1981. Aquest senzill arribà a la 57ena posició de la llista britànica de cançons i al capdamunt de les llistes independents, L'èxit inesperat els va encoratjar a treure el segon senzill titulat «New Life», que escalà fins l'11è lloc i els va permetre aparèixer en el famós programa musical Top of the Pops. El següent senzill fou «Just Can't Get Enough», que va esdevenir el primer senzill de la banda en ser Top 10 de la llista britànica, concretament fins a la vuitena posició, i segueix sent una de les cançons més conegudes del seu repertori. També van filmar el primer videoclip de la banda per aquest senzill.
Després d'aquests tres èxits, per octubre del 1981 Depeche Mode van treure a la venda el seu àlbum de debut, Speak & Spell, que arribà fins al número 10 a la llista de vendes al Regne Unit. La reacció crítica combinà línies elogioses al "Melody Maker" amb comentaris negatius com el publicat a la revista Rolling Stone en un article on el periodista David Fricke donava una visió global bastant negativa sobre el corrent synthpop.
Malgrat la bona rebuda general de l'àlbum i dels seus senzills, Clarke no n'estava satisfet i començà a mostrar senyals de disconformitat amb l'evolució dels esdeveniments. Segons ell, s'estava donant massa importància a la imatge, entrevistes i sessions fotogràfiques, cosa que robava temps a les activitats del grup i, alhora, acabaria diluint el seu sentit artístic. Així, a la fi de 1981, ja acabada la gira britànica de promoció de l'àlbum, Clarke va anunciar la seva intenció de deixar els Depeche Mode -que feu efectiva al mes de desembre- per posteriorment formar Yazoo amb la cantant Alison Moyet l'any 1982 i, després d'una sèrie de projectes puntuals, el grup Erasure amb Andy Bell a la fi de 1985. Sense qui fins llavors havia estat el seu compositor principal, Martin L. Gore (que ja havia escrit les cançons «Tora! Tora! Tora!» i «Big Muff», incloses a Speak & Spell) va agafar la responsabilitat de substituir Clarke com a compositor, a més de donar al grup una nova orientació musical, clarament diferenciada de la del seu predecessor.

#### A Broken Frame, Wilder per Clarke
Pocs dies després de la sortida oficial de Vince Clarke, Depeche Mode tornaren als estudis per enregistrar un antic tema compost per Martin Gore quan tenia 16 anys, «See You», que aparegué al mes de gener de 1982 i, contra tot pronòstic, superà els registres dels senzills extrets de Speak & Spell situant-se al número 6 de les llistes del Regne Unit. Amb aquest tema, Depeche Mode utilitzaren per primera vegada un nou sintetitzador digital, el PPG Wave 2.
Però malgrat l'èxit de «See You», tant els membres del grup com Daniel Miller van reconèixer la necessitat d'incorporar un nou membre per acabar de suplir la baixa de Clarke, i amb aquesta finalitat van posar un anunci al Melody Maker de forma anònima per buscar una persona que toqués els teclats ("Grup conegut busca teclista, menor de 21 anys; només gent seriosa"). Alan Charles Wilder, de 22 anys, teclista de formació clàssica i ja amb experiència com a músic, respongué l'anunci, tot i que hagué de mentir sobre la seva edat. Wilder fou acceptat després de dues audicions amb Miller, però igualment el va informar que la seva participació no seria necessària per a la gravació de l'àlbum, ja que els membres del grup volien demostrar que eren capaços de fer un disc sense Vince Clarke. Sí que participà, en canvi, a les promocions televisives i a la primera gira mundial de Depeche Mode, anomenada See You Tour.
Durant els següents mesos d'aquell any aparegueren dos senzills més, «The Meaning of Love» i «Leave in Silence»; finalment el seu segon àlbum, A Broken Frame, sortí a la venda al mes de setembre. Aquest fou el primer disc del grup compost íntegrament per Martin Gore, considerat com un treball de transició; alguns temes com «The Meaning of Love» o «A Photograph of You» mostren encara la influència de l'estil més pop de Clarke, però en d'altres («Leave in Silence», «Monument») Martin explora atmosferes més obscures, que posaven els fonaments de la direcció que prendria la banda a partir del següent treball. El primer treball de Depeche Mode amb Alan Wilder com a membre oficial va aparèixer l'any 1983: era el senzill «Get the Balance Right!».

#### Construction Time Again
Per al seu tercer treball, Construction Time Again, Depeche Mode decidiren de treballar amb el productor Gareth Jones en els estudis John Foxx's Garden Studios i Hansa Studios de Berlín Occidental. L'àlbum va veure el primer canvi dràstic en el so del grup, degut en part a la introducció de dos famosos samplers, l'Emulator i el Synclavier, que s'afegien als sintetitzadors analògics que havien utilitzat fins aquell moment. Mostrejant els sons d'objectes metàl·lics, estacions de tren i desballestaments de cotxes per crear-hi atmosferes i melodies, Depeche Mode aconsegueixen uns sons quotidians però propers a la música industrial, similar al que havien mostrat grups com SPK o Einstürzende Neubauten, a qui Martin Gore havia vist en concert a Berlín. Acompanyant a la música, les lletres de Martin L. Gore també evolucionen, centrant-se aquesta vegada en problemes polítics i socials, mostrant el que Alan Wilder havia anunciat temps abans de la publicació de l'àlbum, quan comentà que el grup estava preparant un disc conceptual sobre el socialisme.
Un bon exemple d'aquest nou so va ser el primer senzill, «Everything Counts» −que ha esdevingut un dels seus temes clàssics−, amb una lletra que crítica la manca d'escrúpols i l'avarícia de les grans companyies multinacionals. Aquest senzill va aconseguir arribar al número 6 de les llistes del Regne Unit, a més d'entrar al Top 30 a Suïssa, Suècia i Alemanya Occidental. Alan Wilder va contribuir a l'àlbum ja com a membre de ple dret, mostrant els seus coneixements tècnics durant les sessions a l'estudi i, a més, escrivint dues cançons: «The Landscape is Changing» i «Two Minute Warning». Posteriorment aparegué un nou senzill amb el tema «Love, in itself» (número 21 a la Gran Bretanya).
Com a resultat de la gira de presentació del disc (anomenada Construction Time Again Tour), el grup visità per primera vegada escenaris de ciutats dels Països Catalans, en concret València (a "Pachá") i Barcelona (a la sala "Studio 54").

#### Some Great RewardiThe Singles 81−85
Poc abans de començar els treballs d'enregistrament del quart àlbum de Depeche Mode, Gore va anar-se'n tot sol una temporada a Berlín, tot buscant-hi la inspiració necessària per compondre els nous temes; de fet va allotjar-se a un pis situat a prop dels estudis Hansa Mischraum, on ja havien tingut lloc les mescles del seu disc anterior. El nou senzill del grup, «People Are People», que denuncia a la seva lletra els prejudicis i la violència racista, aparegué el març de 1984; no tan sols va resultar ser el seu senzill més reeixit al Regne Unit (on arribà al número 4) sinó que, a més, pujà al número 13 estatunidenc i significà el seu primer gran èxit en aquest país. Des de llavors ha esdevingut un himne de la comunitat LGBT i apareix regularment en festivals d'orgull gai. Com a resultat de l'èxit, el segell discogràfic Sire Records edità una recopilació, anomenada també People Are People, amb 9 temes seleccionats entre els discos precedents del grup i alguna cara-B.
L'agost de 1984, Depeche Mode editaren el seu nou disc de llarga durada, Some Great Reward. L'ús de samplers potents, com el NED Synclavier i la nova versió de l'Emulator —l'Emulator II, de molt recent aparició—, els va permetre de construir un disc (enregistrat als estudis Hansa, de Berlín) amb un so molt directe i percussiu, que va tenir una molt bona acollida per part de la crítica; Some Great Reward va ser el primer LP de Depeche Mode que entrà a les llistes dels Estats Units, i va arribar al Top 5 a molts estats europeus. Líricament, Gore explora en aquest disc temes més obscurs que el seu anterior treball i deixa de banda les preocupacions socials, per crear temes que, en alguns casos, provocaren una forta polèmica: per exemple, les connotacions sexuals sadomasoquistes de la lletra de «Master and Servant», les relacions adúlteres amb «Lie to Me», o sobre l'arbitrarietat de la justícia divina amb «Blasphemous Rumours», un tema inspirat en les vivències de Martin a un col·lectiu religiós juvenil anomenat The Boys Brigade per on també havien passat Fletcher o el mateix Vince Clarke, i que molta gent arribà a considerar anti-religiós i ofensiu. Some great Reward inclou també la balada «Somebody», escrita i interpretada per Gore, que amb un arranjament molt bàsic (només piano, veu i efectes sonors) serví de contrapunt a l'atmosfera general de l'àlbum.
Depeche Mode van dur a terme entre 1984 i 1985 la seva gira més ambiciosa i més reeixida, anomenada Some Great Reward Tour; una mostra d'aquestes actuacions es pot veure en el vídeo The World We Live In and Live in Hamburg (1985) —anomenat així en referència a una línia de la lletra de «Somebody»—, testimoni del concert que el grup realitzà a Hamburg durant aquesta gira i que representà el primer àlbum de vídeo que van publicar.
El 1985, Mute publicà una recopilació, The Singles 81-85, amb els senzills que el grup havia editat fins aleshores, juntament amb dos temes nous, «Shake the Disease» (número 4 a Alemanya, 5 a Suècia, 6 a Suïssa i 13 a França) i «It's Called a Heart» (8 a Alemanya, 7 a Suècia i Suïssa i 29 a França). Als Estats Units també hi aparegué una recopilació equivalent —que s'afegia a la que havia editat anteriorment Sire Records— però amb un repertori un xic diferent i amb el títol Catching up with Depeche Mode. Com a complement visual, Mute Records edità una recopilació dels vídeoclips que havien editat fins a la data (exceptuant els corresponents a «A Broken Frame»), anomenada Some Great Videos. Aquestes recopilacions van servir perquè el grup pogués descansar i alliberar-se de part de la tensió acumulada durant aquesta època; de fet, el 1985 havia estat un any difícil, en què el quartet va viure una primera crisi que posà a prova la seva resistència.

### 1986−1989: La construcció d'un grup massiu i de culte

#### Black Celebration

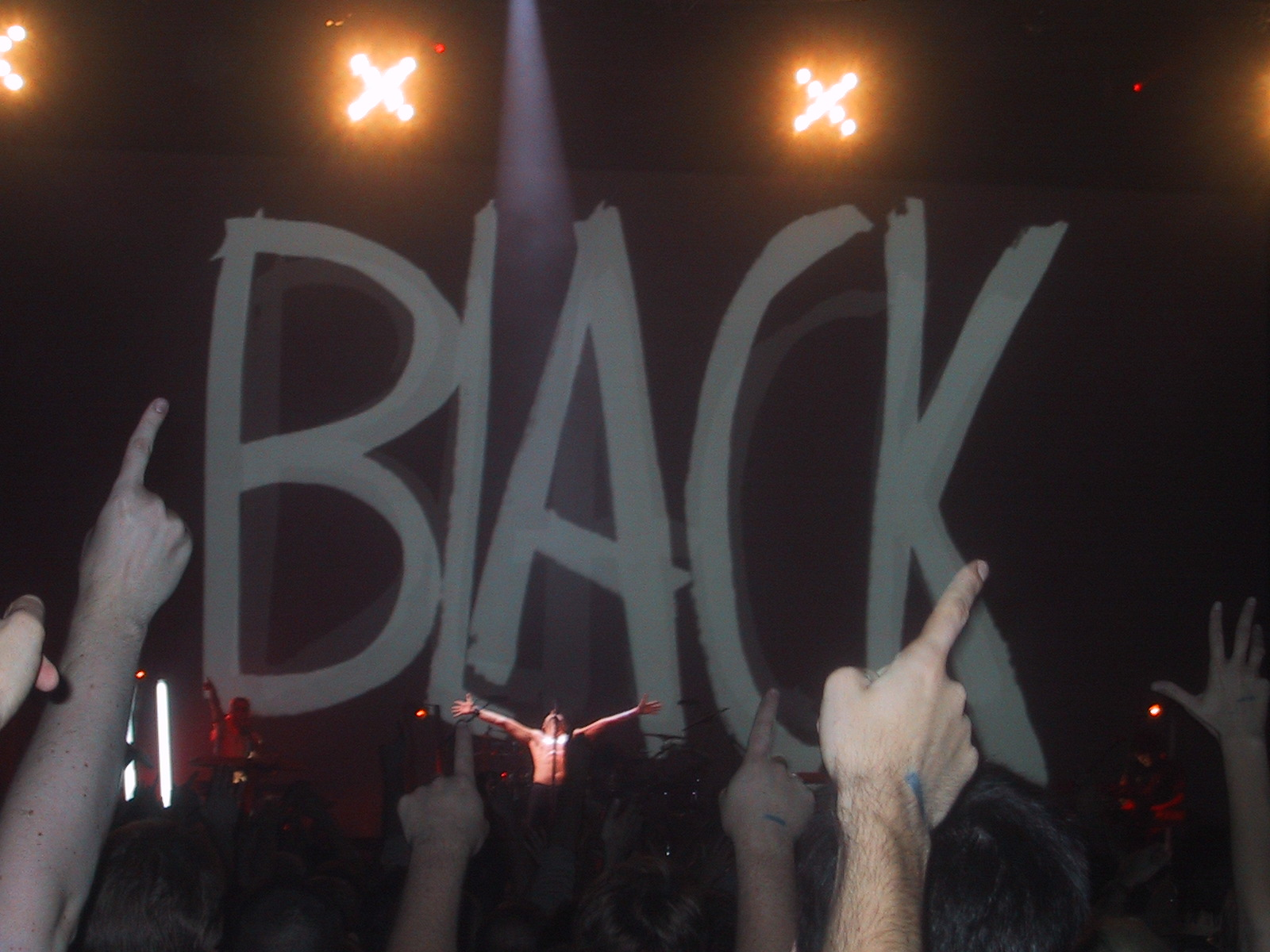
Depeche Mode interpretant Black Celebration a Oberhausen (2001)

El so de Depeche Mode rep una nova transformació el 1986, amb el seu quinzè senzill «Stripped» i l'àlbum que l'acompanya, Black Celebration. Com a complement a les sonoritats industrials que els havien caracteritzat durant els seus dos últims treballs, el grup introdueix un so sinistre i altament atmosfèric, acompanyat per unes lletres de Martin Gore molt més tristes i profundes. El procés de composició i enregistrament de Black Celebration fou el més intens i complex que el grup havia dut a terme fins aleshores; de fet, Martin en va quedar tan afectat que arribà a pensar que s'havia esgotat i que no podria continuar component.
Com en els discos anteriors, els samplers van aclaparar el protagonisme i foren emprats per enregistrar fins i tot sons de ganivets, focs artificials o motors. En l'àlbum, inclouen una versió revisada de la cançó «Fly on the Windscreen», que s'havia inclòs originàriament a la cara B del senzill «It's Called a Heart». El grup va decidir de millorar-la i incloure-la al disc, rebatejant la peça amb el nom de «Fly on the Windscreen – Final». Després de «Stripped», el grup edita dos senzills més, «A Question of Lust» i «A Question of Time».
El to obscur de Black Celebration i el vestuari dels membres de Depeche Mode en aquesta època (bàsicament cuir negre) donà com a resultat que el grup començà a ser associat amb la cultura gòtica, que va començar a Anglaterra i havia anat guanyant popularitat als Estats Units, on la música de la banda havia guanyat adeptes gràcies a ràdios universitàries i emissores de rock modern, com la KROQ a Los Angeles o la WLIR a Long Island i Nova York i, per tant, començaren tenint un públic alternatiu, quan a les ràdios convencionals hi predominava el soft rock o el disco hell. Aquesta visió del grup contrastava amb la visió europea: malgrat el to cada cop més fosc i seriós de les seves cançons, i encara que a alguns estats com Alemanya eren considerats un grup proper als de culte, a Europa en general se'ls veia com a ídols d'adolescents, i apareixien a les revistes destinades a aquest públic, fet que donava arguments als seus detractors.
Aquell any també va ser molt important per la formació en l'aspecte visual, ja que és quan comença la relació de Depeche Mode amb l'artista Anton Corbijn, que va dirigir el vídeo musical de la cançó «A Question of Time». Una relació que continua en l'actualitat: Anton Corbijn ha dirigit 19 vídeos més del grup (l'últim, «Suffer Well» l'any 2006), s'ha encarregat de les seves posades en escena en viu, és responsable de moltes de les portades dels seus treballs i ha realitzat multitud de sessions fotogràfiques de promoció.
Encara l'any 1986, Wilder edità el seu primer treball en solitari, sota el pseudònim de Recoil. Aquest primer àlbum es diu 1+2; són dues peces llargues, instrumentals, compostes mitjançant l'ús de sons provinents de cançons de Depeche Mode, però situades en un context musical molt diferent.

#### Music for the Massesi101
De cara a la preparació del seu nou disc, Depeche Mode van decidir de col·laborar amb un nou productor. Hi ha diversos factors que expliquen aquest canvi: d'una banda, i a causa de l'èxit que grups com Depeche Mode estaven tenint, Mute Records havia crescut molt i havia esdevingut una de les companyies discogràfiques més importants del Regne Unit, fet que exigia molta dedicació administrativa per part de Daniel Miller; d'altra banda, en el passat la seva presència havia estat causa d'algunes friccions entre els membres del grup. Tots aquests factors i la voluntat de dotar d'un nou so al disc que estaven preparant van convèncer a totes les parts implicades de la necessitat d'una nova incorporació; l'escollit va ser David Bascombe, ja conegut per la seva col·laboració dos anys abans amb Tears for Fears. De totes maneres, la feina de Bascombe va ser més tècnica que creativa, i el grup (en particular, Alan Wilder) s'encarregà de pràcticament tota la feina de producció.
El resultat, Music for the Masses (1987), va ser un disc on Depeche Mode continuaven amb l'experimentació de discos precedents, si bé el seu ambient és menys obscur i introspectiu que el de, per exemple, Black Celebration. Tot i que els seus senzills («Strangelove», «Never Let Me Down Again» i «Behind the Wheel») amb prou feines van entrar al Top 25 britànic (números 16, 21 i 22, respectivament), sí que van aconseguir entrar al Top 10 de nombroses llistes europees. A més, Music for the Masses fou el disc que possibilità el triomf comercial definitiu del grup als Estats Units, on fins llavors no havien tingut unes vendes significatives.
Animats per aquest èxit, Depeche Mode van realitzar durant els anys 1987 i 1988 la seva gira mundial més ambiciosa, la Music for the Masses Tour, que tingué el seu punt culminant al mític concert del 18 de juny de 1988 a l'estadi Rose Bowl de Pasadena, amb una entrada de 70.000 espectadors. Aquest concert va ser enregistrat i publicat en format doble LP, CD i casset, anomenat 101, ja que es tractà justament del concert número 101 de la gira. A més del disc, va aparèixer un documental del "Music for the Masses Tour", filmat pel director D.A. Pennebaker, conegut per haver estat l'autor, als anys 60, d'un documental sobre Bob Dylan, anomenat Don't Look Back. Per promocionar el disc, van publicar un senzill amb la versió en directe del tema «Everything Counts». En aquesta gira també van realitzar un concert en el recinte Werner-Seelenbinder-Halle del Berlín Oriental, quan encara estava sota govern comunista (República Democràtica Alemanya) i el contacte amb bandes musicals occidentals era molt limitat. També van tocar a Budapest i Praga que també patien les mateixes limitacions.
També l'any 1988 va veure l'aparició d'una nova recopilació de vídeos, anomenada Strange, que inclou els vídeos dels singles extrets de Music for the Masses, més els vídeos dels temes «Pimpf» i «A Question of Time» (aquest últim, de l'àlbum Black Celebration).
Després de l'aparició de 101, Gore edità el seu primer treball en solitari: un EP de 5 cançons, anomenat Counterfeit EP. Tots els temes són versions de cançons d'altres autors; per exemple, «Motherless Child» i «In a Manner of Speaking», de Tuxedomoon. Paral·lelament, Wilder ja havia editat l'any anterior un nou àlbum de Recoil, anomenat Hydrology, format per llargues peces instrumentals, com l'anterior, però molt més melòdic. Posteriorment Hydrology i 1+2 van ser editats en un únic CD.

### Els anys 90: Fama, conflictes i renaixement

#### Violator
Després de l'èxit de Music for the Masses i de la gira mundial, Depeche Mode enfocaven la dècada dels 1990 amb la responsabilitat de crear un nou disc. Com a avenç d'aquest nou àlbum, van editar l'estiu de 1989 un nou single: «Personal Jesus». Segons explica el mateix Martin, la idea original era "donar temps" perquè, a poc a poc, el tema anés pujant a les llistes britàniques, i així poder anar treballant paral·lelament en el nou àlbum. Però la realitat va superar totes les previsions: ràpidament «Personal Jesus» arribà al número 13 i esdevingué el seu senzill més venut. El tema (la lletra del qual estava basada, segons afirmà el mateix Martin, en un llibre de Priscilla Presley sobre la seva vida amb Elvis Presley, anomenat "Elvis and Me") vingué acompanyat d'una campanya publicitària que s'hagué de retirar posteriorment per suposades connotacions antireligioses.
Posteriorment, ja al mes de febrer del 1990, aparegué un nou senzill: «Enjoy the Silence», un dels temes més famosos del grup. Inicialment s'havia concebut la cançó com una balada cantada per Gore, però posteriorment Wilder tingué la idea de convertir-lo en una peça més rítmica i ballable; llavors Gore afegí unes parts de guitarra i completaren el tema, que pujà fins al número 6 de les llistes britàniques i al número 1 a molts estats europeus. Fou escollida la millor cançó britànica de l'any en els Brit Awards. El nou disc, Violator, va veure la llum un mes després; considerat per bona part dels fans i dels crítics com el seu millor àlbum i un dels millors discos del segle xx, Violator mostra una nova metamorfosi en el so del grup, amb més guitarres i un bon repertori de sintetitzadors clàssics. El disc va ser produït per Depeche Mode i Flood, i mesclat per François Kevorkian (exceptuant «Enjoy the Silence», mesclada per Daniel Miller i Flood); Flood ja era un productor conegut, després de les seves col·laboracions amb Nick Cave and The Bad Seeds, Nitzer Ebb i Erasure, entre d'altres. Va debutar al Regne Unit al número 2, i fins a la data, ha venut més de vuit milions d'exemplars aconseguint la certificació de disc de platí en diversos països. De fet continua essent el treball de Depeche Mode més venut arreu del món.
Per presentar mundialment l'àlbum, Depeche Mode iniciaren una nova gira, anomenada World Violation Tour, que, novament, va ser tot un èxit. Durant la gira, el grup edità dos senzills més, «Policy of Truth» i «World in My Eyes», i un nou treball videogràfic, anomenat Strange Too, que conté els vídeos dels quatre senzills extrets de l'àlbum, juntament amb dos vídeos nous, dels temes «Halo» i «Clean», tots ells dirigits per Anton Corbijn.
Acabada la gira, els membres del grup van decidir de prendre's l'any 1991 per descansar i dedicar-se a temes personals; aquesta inactivitat només va ser interrompuda per a l'edició del tema «Death's Door» -compost i cantat per Gore- per a la banda sonora de la pel·lícula Until the End of the World, del director Wim Wenders. Gore tingué una filla i es dedicà a la vida familiar i a preparar les cançons del que havia de ser el següent àlbum de Depeche Mode. Wilder col·laborà com a productor del nou àlbum del grup Nitzer Ebb i, alhora, treballà en un nou àlbum de Recoil, anomenat Bloodline, que comptà amb col·laboracions d'artistes com el bluesman Bukka White i Douglas McCarthy (el cantant de Nitzer Ebb). Per la seva part, Fletcher va obrir un restaurant a Londres, anomenat "Gascogne". Però David Gahan no seguí les passes dels seus companys i feu un gir radical a la seva existència: fins aleshores casat i pare d'un fill, es divorcià de la seva dona Joanne i se'n va anar a viure als Estats Units amb la seva nova parella, Theresa Conroy, amb qui es casà el 1992; a més va canviar radicalment la seva imatge, ara amb cabells llargs, masclet i la pell plena de tatuatges.

#### Songs of Faith and Devotion
Depeche Mode van començar els treballs de preparació del seu nou àlbum a principis de l'any 1992; van llogar un xalet a La Moraleja, a prop de Madrid, on començaren a donar forma al material que Gore havia compost, una altra vegada amb la col·laboració de Flood a la producció. Durant aquests primers mesos el grup va tenir els seus primers enfrontaments interns, motivats en bona part pels canvis en la personalitat de David Gahan, que era focus quasi constant de discussions, i també pels seus nous interessos musicals.
En total, els treballs d'enregistrament i mescles del disc es van allargar fins al desembre del 1992, als estudis Château du Pape (Hamburg) i Olympic Studios (Londres). L'edició del disc, anomenat Songs of Faith and Devotion, va endarrerir-se fins al març de 1993. Continuant amb la tradició de canviar el seu so amb cada àlbum, SOFAD mostra la cara més rockista del grup. Més guitarres que mai (sovint distorsionades) i bateries acústiques -tocades per Wilder- acostaven el so de Depeche Mode al corrent grunge, aleshores molt de moda gràcies als treballs de grups com Nirvana, Alice in Chains o Pearl Jam. Líricament, l'àlbum conté moltes referències a temes i sentiments religiosos, una de les temàtiques recurrents de Gore. El primer senzill de l'àlbum va ser «I Feel You», amb un toc de blues, seguit per «Walking in My Shoes» i «Condemnation», un dels temes més emotius de Depeche Mode, amb referents gospel. L'àlbum va debutar directament al capdamunt de les llistes britànica i estatunidenca, fita que fins aquell moment només havien aconseguit sis disc britànics.
L'estiu de 1993 va veure l'inici d'una nova gira mundial, anomenada Devotional Tour, amb 180 concerts arreu del món. A finals d'any, s'edità una versió en directe de l'àlbum, anomenada Songs of Faith and Devotion Live, amb versions de tots els temes interpretades a Copenhaguen, Milà, Liévin i Nova Orleans, juntament amb un vídeo documental que recollia seleccions de peces interpretades als concerts de Barcelona, Liévin i Frankfurt, anomenat Devotional, que fou dirigit per Anton Corbijn. Durant la gira, les tensions al si del grup van accentuar-se; Gore patí problemes cardíacs, Fletcher no va participar en una part de la gira per causa d'un col·lapse nerviós (va ser substituït per Daryl Bamonte), i les addiccions de Gahan a la droga i la beguda estaven començant a passar-li factura. A principis de l'any següent s'edità un nou senzill, el tema «In Your Room», que constituiria l'últim material discogràfic de Depeche Mode amb Alan Wilder com a membre. Després d'una sèrie de concerts anomenada Exotic Tour (que els portà a llocs com Tailàndia o Hawaii) i de l'estiuenca USA Summer Tour, la gira acabà el 8 de juliol de 1994 a Indianapolis.

#### Crisi i ressorgiment:Ultra
L'1 de juny de 1995, el dia del seu 36è aniversari, Alan Wilder feia des de Mute Records una declaració on anunciava que abandonava Depeche Mode. Segons les seves paraules, Wilder se sentia dolgut pel poc reconeixement i agraïment que havia rebut malgrat la feina, esforç, entusiasme i compromís que havia dedicat a la banda per aconseguir l'èxit, a més de remarcar que les relacions amb els altres membres s'havien deteriorat considerablement fins al punt d'haver hagut d'aguantar situacions intolerables. Va continuar treballant en el seu projecte personal de Recoil i llançant nous treballs.
La marxa de Wilder va comportar molts dubtes sobre la continuïtat de Depeche Mode i un clar estat de crisi, especialment per l'estat mental de Gahan degut a les seves addiccions que empitjorava més les coses. Per acabar-ho d'adobar, el seu matrimoni amb Theresa Conroy s'ensorrava per moments i la parella, finalment, es divorcià el 1995. Després d'un fallit intent de suïcidi que va estar a punt de portar-lo a la presó i d'una sobredosi d'heroïna i cocaïna que va provocar-li una aturada cardíaca -de la qual se'n recuperà miraculosament-, Gahan entrà en un programa de rehabilitació a la clínica Exodus, de Los Angeles, per poder superar les seves addiccions. Paral·lelament, Gore ja havia intentat reactivar el grup a la tardor de 1995, amb un nou productor, Tim Simenon, cervell del grup Bomb the Bass. Tot i que les primeres sessions no convidaven a l'optimisme, ja l'any 1996, amb Gahan complint la rehabilitació, el procés d'enregistrament s'accelerà i els Depeche Mode pogueren enllestir un disc nou.
El nou àlbum, Ultra, va aparèixer a l'abril del 1997, precedit pel senzill «Barrel of a Gun». Aquest tema -possiblement un dels més obscurs de tota la carrera de Depeche Mode- mostra la nova orientació de la seva música, a mig camí entre el pop electrònic, el hip-hop i la música industrial, i va ser un important èxit comercial a Europa. La crítica va rebre l'àlbum amb expectació -degut a la sèrie de circumstàncies negatives que havien envoltat el grup durant els últims anys-, però contràriament als discos anteriors (i per primera vegada en molts anys) hi va haver molta divisió d'opinions. Curiosament, va coincidir amb el nou disc en solitari de Wilder amb el pseudònim de Recoil, anomenat Unsound Methods Posteriorment aparegueren els senzills «It's No Good» -que enllaça amb el so dels Depeche Mode més clàssics-, «Home» -una balada amb veu de Martin Gore i arranjaments de corda- i un tema força complex i agressiu, «Useless».
També per primera vegada en molts anys, el grup no va fer cap gira de presentació de l'àlbum. Només a l'any següent hi hagué una mini-gira de tres mesos per promocionar el single «Only When I Lose Myself», novament produït per Tim Simenon, i un nou disc, la recopilació The Singles 86-98; a més s'edità una versió remasteritzada de l'anterior, The Singles 81-85, que incorporava com a atractiu la versió del tema «Photographic» inclosa al Some Bizarre Album. Al mes de juliol aparegué un àlbum de versions, anomenat For the Masses, que incloïa reinterpretacions de temes clàssics de Depeche Mode per grups com Smashing Pumpkins (que versionaren «Never Let Me Down Again») o Rammstein («Stripped»).

### Depeche Mode al segle XXI

#### Exciter

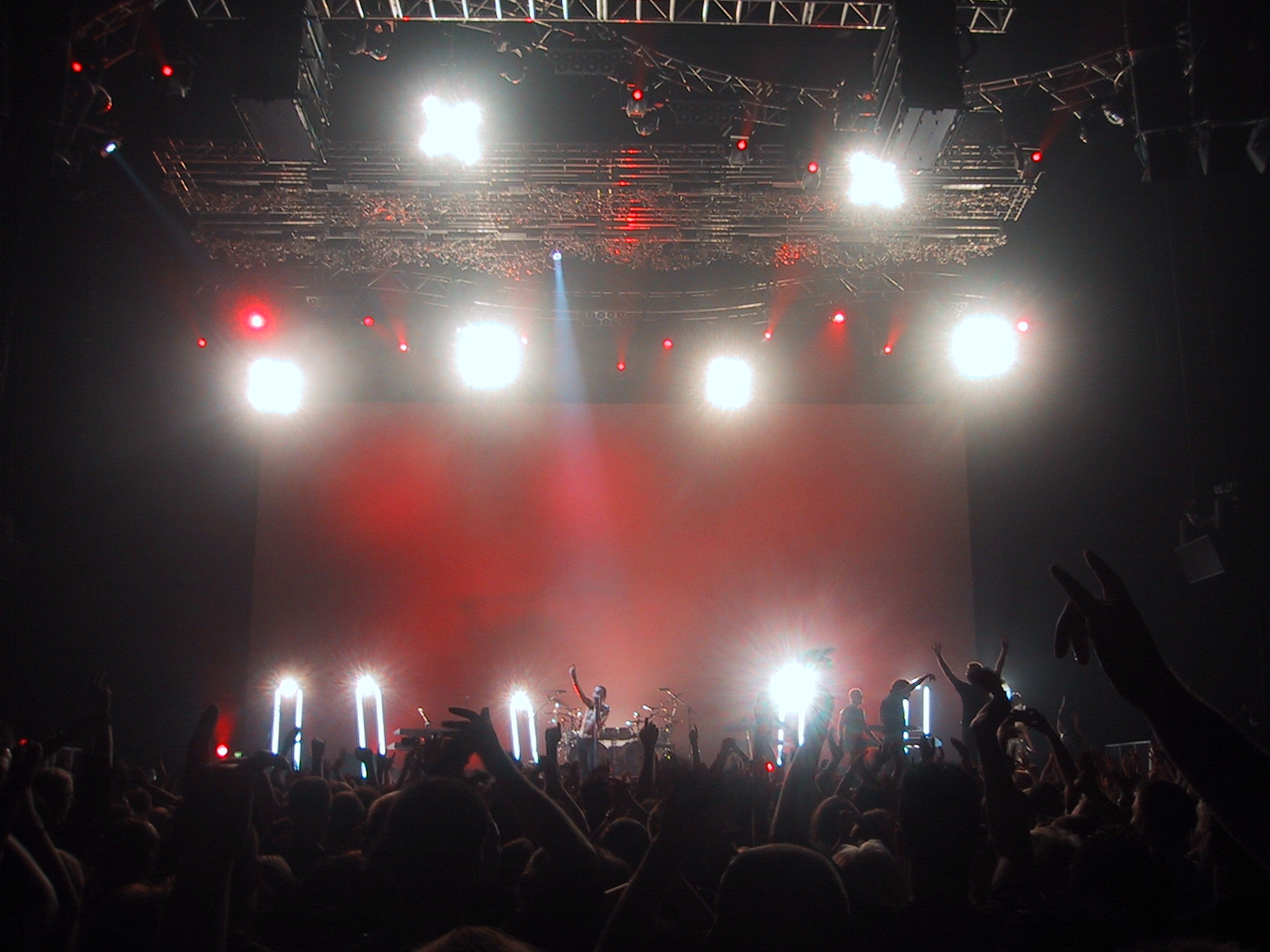
Concert Exciter Tour a Oberhausen.

Depeche Mode tornaren als estudis l'any 2000, aquesta vegada amb la cooperació de Mark Bell com a productor. Bell havia estat membre del grup LFO, un dels grups més coneguts de l'escena techno britànica de principis dels anys 90, com Orbital o Underworld, entre d'altres; a més, comptava al seu currículum amb la producció del disc Homogenic, de Björk. L'àlbum resultant d'aquestes sessions, Exciter, va aparèixer pel maig del 2001, precedit per «Dream On», el primer senzill, i presentava influències d'estils com el glitch o l'IDM, tots ells ben coneguts per Bell. Exciter va accentuar encara més la divisió d'opinions que havia viscut Ultra; si bé algunes crítiques van lloar l'atmosfera reflexiva i tranquil·la general de l'àlbum, d'altres van considerar que el treball de Bell a la producció com a molt millorable. Flood tornà a col·laborar amb Depeche Mode (per primera vegada des de les sessions de SOFAD) remesclant una versió de «Freelove» que fou publicada en format senzill i arribà al número 19 britànic; les diferències entre la versió de Flood i la que aparegué a l'àlbum són notables.
Malgrat aquests precedents, la gira mundial que acompanyà l'àlbum (Exciter Tour) fou una de les més reeixides de la història del grup; una mostra dels concerts d'aquesta gira es pot veure al DVD One Night in Paris, aparegut l'any 2002, i que recull el concert celebrat al Palais Omnisports de Paris-Bercy el 10 d'octubre del 2001. El senzill «I Feel Loved» també va tenir força èxit; l'altre senzill extret de l'àlbum va ser «Goodnight Lovers», si bé aquest tema només va ser llançat com a senzill a Europa.

#### Projectes particulars
La tèbia acollida que va rebre Exciter va servir com a catalitzador per a projectes personals dels membres de Depeche Mode. Fletcher creà el segell discogràfic Toast Hawaii (inspirat en el nom d'un sandvitx que el grup solia menjar durant les sessions d'enregistrament als estudis Hansa, de Berlín), que edità els primers treballs de Client, i que actualment no compta amb cap banda al seu repertori.
D'altra banda, l'any 2003 Gore decidí de publicar el seu primer àlbum en solitari (atès que Counterfeit, aparegut l'any 1989, era més pròpiament un EP que un disc de llarga durada), anomenat Counterfeit²; com en el cas anterior, es tracta d'una col·lecció de versions de temes originals de Velvet Underground i David Bowie, entre d'altres. Gore, a més, col·laborà amb el grup Client, fent els cors en el tema Overdrive (del seu àlbum City) i tocant la guitarra al tema «Cloud Nine» del grup Onetwo, duet format per Claudia Brücken (ex-cantant de Propaganda) i Paul Humphreys (teclista i cantant dels Orchestral Manoeuvres in the Dark).
Per la seva part, també l'any 2003, Gahan publicà el seu primer disc en solitari, anomenat Paper Monsters, amb cançons escrites per ell mateix en col·laboració amb Knox Chandler, músic amic seu. L'èxit de l'àlbum va ser moderat, amb crítiques també molt diverses; tot i això, la gira de promoció d'aquest àlbum sí que fou molt ben rebuda. Possiblement, aquesta resposta positiva del públic serví perquè Gahan comencés a pressionar sobre la inclusió de material compost per ell en els propers àlbums de Depeche Mode, cosa que fins aleshores no s'havia plantejat de proposar; fins i tot arribà a comentar en una ocasió que "No podem continuar com fins ara", en relació amb l'autoria de les composicions del grup.

#### Un retorn celebrat:Playing the angel

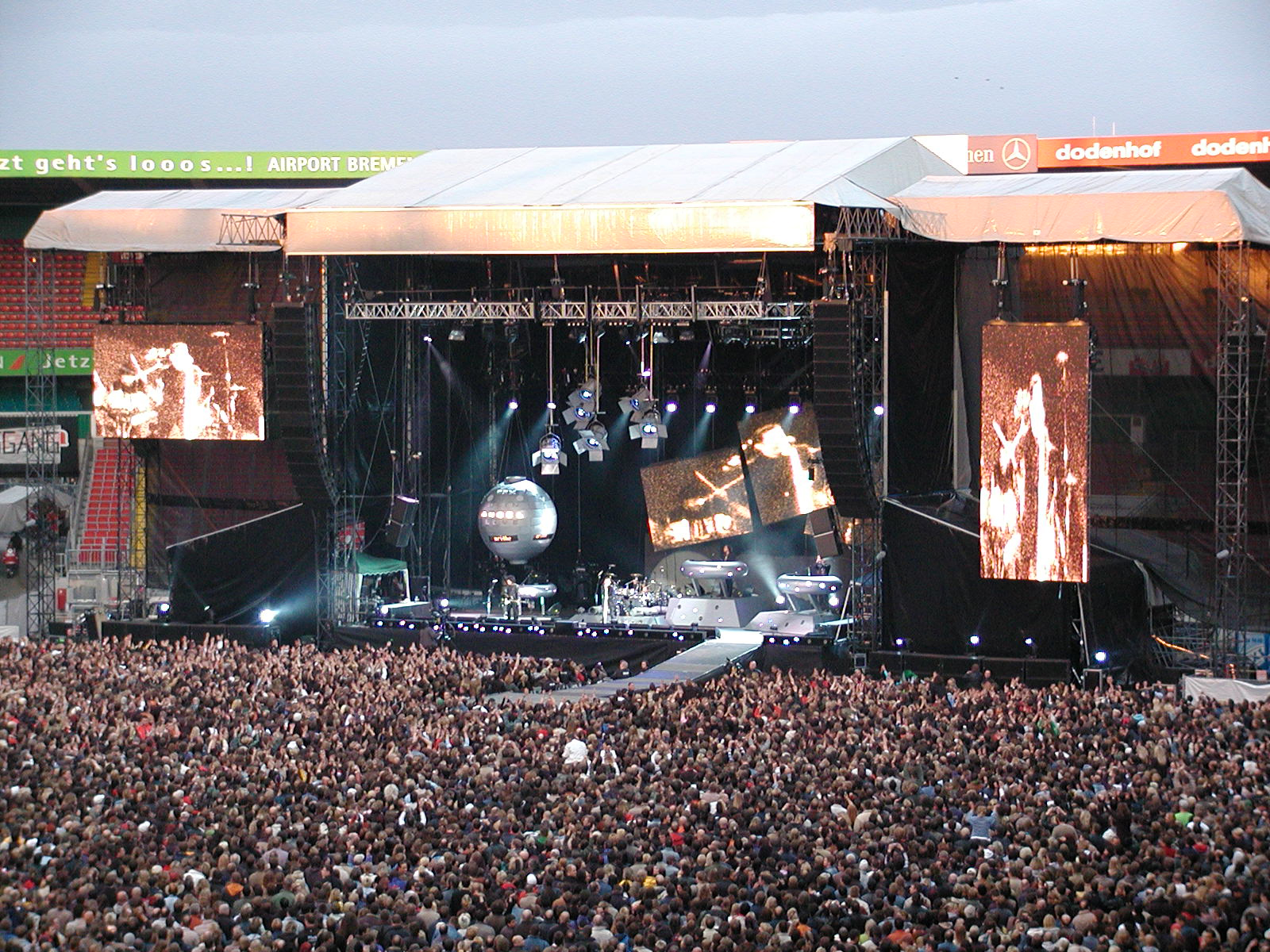
Concert Touring the Angel a Bremen.

Per tal d'omplir l'espai temporal entre àlbums, Mute Records va editar el doble disc Remixes 81-04, que inclou remescles d'una extensa selecció de peces del grup, des dels seus inicis fins a l'actualitat, realitzades per músics i DJs famosos. Un dels temes més destacats és «Enjoy the Silence 04», que és la versió del famós tema inclòs a l'àlbum Violator per Mike Shinoda, membre del grup Linkin Park, i que fou publicat en format senzill.
A l'estiu de l'any 2005, Depeche Mode van editar un nou senzill, anomenat «Precious». El tema (produït per Ben Hillier, com la resta del disc) va tenir molt bona acollida i pujà ràpidament al número 4 de les llistes britàniques. Pel que fa al nou disc, anomenat Playing the Angel, aparegué al mes d'octubre i va rebre crítiques molt positives. Fans i crítics el consideren un molt bon àlbum, a l'alçada dels clàssics, i les seves vendes han millorat els registres dels treballs anteriors.
Playing the Angel és un disc singular en alguns sentits. En primer lloc, és el primer àlbum de la història de Depeche Mode que inclou cançons escrites per David Gahan (es tracta de «Suffer Well», «I Want It All» i «Nothing's Impossible», amb lletra de Gahan i música d'Andrew Phillpott i Christian Eigner) i, per tant, el primer àlbum des de Some Great Reward que inclou cançons no escrites per Martin Gore (en aquella ocasió es tractà del tema «If You Want», escrit per Alan Wilder).
Després de «Precious», aparegueren alguns senzills més, «A Pain That I'm Used To» -que inclou a Fletcher tocant el baix-, «Suffer Well» -el primer single no escrit per Martin Gore des de l'època de «Just Can't Get Enough», escrit per l'ex-membre Vince Clarke- i «John the Revelator / Lilian». Després del llançament de Playing the Angel, el grup inicià una nova gira mundial, anomenada Touring the Angel, amb el subtítol "Pain and suffering in various cities", que és un joc de paraules amb el subtítol de l'àlbum, "Pain and suffering in various tempos". En total van tocar davant de gairebé 3 milions de persones en 31 països de tot el món. Com en els casos anteriors, la gira (que passà per Barcelona els dies 10 i 11 de febrer de 2006) va ser un gran èxit. També va editar-se un DVD amb un concert de la gira, en aquest cas enregistrat a prop de Milà, anomenat Touring the Angel: Live in Milan.

#### Del 2006 al 2008

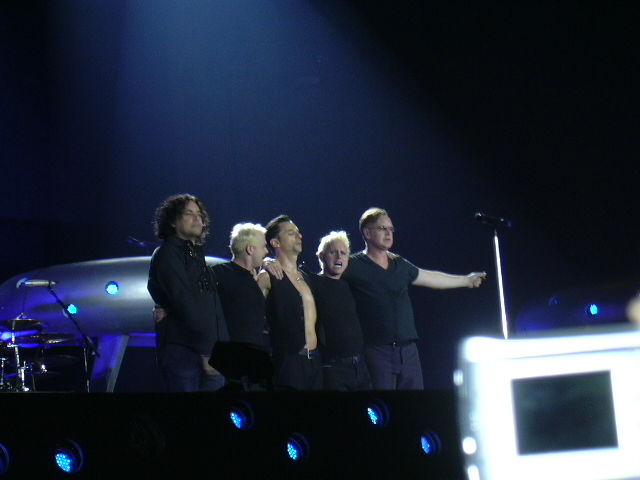
Depeche Mode després del concert de l'11 de febrer de 2006 (Barcelona).

A finals de 2006 van editar un recull dels seus èxits més importants The Best Of, Volume 1, que abastava tot el seu període discogràfic fins al moment i que incorporava un senzill inèdit «Martyr», enregistrat durant les sessions de gravació de Playing the Angel però que no encaixava amb l'atmosfera general del disc. A més, entre els anys 2006 i 2007 es van produir una sèrie de reedicions dels discos de Depeche Mode en format 5.1, juntament amb un documental per a cada àlbum amb informació sobre el seu procés d'enregistrament; també van aparèixer noves edicions en vinil deluxe de tots els discos de Depeche Mode. Addicionalment s'ha posat a la venda per descàrrega directa des d'iTunes el catàleg complet del grup, juntament amb els senzills, cares B, remescles i algunes versions inèdites, amb el nom de The Complete Depeche Mode.
Finalitzada la gira, Gahan va aprofitar el descans de les activitats de Depeche Mode per treballar en el seu segon treball en solitari anomenat Hourglass (2007), amb material escrit aquest cop en col·laboració amb Andrew Phillpott i Christian Eigner. El seu primer senzill fou «Kingdom».

#### Sounds of the Universe
A mitjans de 2008, la banda va retornar a l'estudi i novament va comptar amb el productor Ben Hillier. L'enregistrament es va realitzar en quatre sessions als Estats Units, dos a Nova York i dos a Santa Barbara, on residia Gore. Van gravar un total de 22 cançons però només en van escollir tretze pel seu no treball i la resta van aparèixer posteriorment en edicions deluxe. Tres d'aquestes cançons van ser obra de Gahan, Phillpott i Eigner. El nou àlbum d'estudi es va presentar el 20 d'abril de 2009 amb el títol de Sounds of the Universe. Aquest treball fou número 1 en més de 20 països d'arreu del món.
A finals del 2008, en unes declaracions recollides al diari Los Angeles Times, Gahan donà alguns detalls més sobre el nou disc; en particular, clarificà que el títol real de «Peace» és "Peace will come to me" i descrigué l'atmosfera de l'àlbum com "espiritual", tot donant alhora alguns detalls sobre el seu enregistrament, en què el grup utilitzà antics sintetitzadors i caixes de ritmes analògics.
Al maig de 2009 van iniciar una nova gira titulada Tour of the Universe que començava per Europa. Malauradament, la primera part de la gira fou interrompuda per una gastroenteritis, però durant el tractament, els doctors li van retirar un petit tumor de la bufeta. Això va provocar la cancel·lació de 16 concerts que van ser reprogramats al 2010. Durant la gira van fer un concert al Palau Sant Jordi de Barcelona que va ser enregistrat i llançat en DVD i Blu-ray amb el títol de Tour of the Universe: Barcelona 20/21.11.09.
Al 2011 van llançar una nova compilació anomenada Remixes 2: 81–11 que entre d'altres va incloure remescles realitzades pels antics membres de Depeche Mode Vince Clarke i Alan Wilder, a banda de Nick Rhodes, Röyksopp o Eric Prydz. D'aquesta compilació se'n va extreure el senzill «Personal Jesus 2011», remescla realitzada sobre el clàssic de la banda per Stargate.

#### Delta Machine
Al febrer de 2013 es va donar a conèixer «Heaven», el primer senzill de l'àlbum Delta Machine, sota el seu nou segell discogràfic, Columbia Records, produït novament per Ben Hillier, la qual cosa el va convertir en un dels col·laboradors més freqüents de DM. Aquest nou disc conté tres temes composts per David Gahan, amb la qual cosa va esdevenir el segon compositor més consistent del grup; al maig es va publicar «Soothe My Soul» com a segon senzill del material; «Should Be Higher»" de Gahan va ser el tercer senzill promocional. Durant la seva setmana de llançament, Delta Machine va vendre 52,000 còpies en els Estats Units i va debutar en el sisè lloc de la principal cartellera d'èxits setmanals del país, la Billboard 200, on es va convertir en el setè àlbum de la banda en figurar entre els deu primers llocs. D'aquesta manera, des de l'àlbum Violator fins Delta Machine, Depeche Mode ha situat tots els seus àlbums d'estudi entre els deu primers llocs de la llista. Durant maig de 2013 a març de 2014, Depeche Mode va realitzar la gira Delta Machine Tour, de nou amb el suport d'Eigner i de Gordeno. Al novembre de 2014 es va publicar el nou àlbum en directe de la banda, Depeche Mode Live in Berlin, que fou enregistrat en el concert realitzat al O2 World de Berlín al novembre de 2013.

#### Spirit
El gener de 2016 van anunciar un nou projecte musical que representaria el catorzè àlbum d'estudi, i que properament anirien a l'estudi amb noves cançons compostes per Gore i Gahan. A la tardor van finalitzar les sessions d'enregistrament amb la producció de James Ford i van anunciar el títol, Spirit, amb la previsió de publicar-lo a la primavera del 2017. Abans d'acabar l'any van llançar una nova compilació de vídeos titulada Video Singles Collection que contenia 59 videoclips i més de sis hores audiovisuals. El primer senzill, «Where's the Revolution», va aparèixer al febrer d'aquest any. La gira internacional Global Spirit Tour va començar el 5 de maig de 2017 a Romania, tot just un mes després de publicar l'àlbum.

### Memento Mori
L'abril del 2020, Richard Butler va contactar amb Gore per escriure cançons junts, va enviar algunes lletres, Gore va afegir la música i les cançons van anar i tornar. Andy Fletcher va morir sobtadament d'una dissecció aòrtica el 26 de maig de 2022. Encara que el treball de composició i demo de l'àlbum va començar abans de la mort de Fletcher, aquest no havia gravat ni escoltar cap material per a l'àlbum, i Butler va acabar coescrivint set cançons per a l'àlbum, que finalment es va publicar el 9 de febrer de 2023.

## Discografia
- Speak & Spell (1981)
- A Broken Frame (1982)
- Construction Time Again (1983)
- Some Great Reward (1984)
- Black Celebration (1986)
- Music for the Masses (1987)
- Violator (1990)
- Songs of Faith and Devotion (1993)
- Ultra (1997)
- Exciter (2001)
- Playing the Angel (2005)
- Sounds of the Universe (2009)
- Delta Machine (2013)
- Spirit (2017)
- Memento Mori (2023)

## Membres
Membres actuals
- Martin Gore – teclats, cantant i veus addicionals, guitarres, sintetitzadors
- David Gahan – cantant

Membres directe
- Christian Eigner – bateria, teclats (1997–present)
- Peter Gordeno – teclats, piano, baix, veus addicionals (1998–present)

Membres anteriors
- Andrew Fletcher – teclats, veus addicionals, baix elèctric (1980–2022)
- Vince Clarke – teclats, cantant i veus addicionals, guitarra (1980–1981)
- Alan Wilder – teclats, piano, veus addicionals, bateria (1982–1995)

### Músics col·laboradors en directe
- Hildia Campbell: cors (1993–1994)
- Samantha Smith: cors (1993–1994)
- Daryl Bamonte: teclats (1994)
- Dave Clayton: teclats (1997)
- Janet Ramus: cors (1998)
- Jordan Bailey: cors (1998–2001)
- Georgia Lewis: cors (2001)